# قدغن (فیلم)
قدغن فیلمی ایرانی محصول سال ۱۴۰۰ و به کارگردانی مجید مافی است. در این فیلم بازیگرانی همچون سام درخشانی، ساناز سعیدی، محمود جعفری، کریم امینی، علیرضا استادی و افسانه چهره‌آزاد ایفای نقش کرده‌اند.